# Euríbor
L'euríbor és la taxa d'interès interbancària de referència a la zona euro. És acrònim de European Interbank Offer Rate.
L'euríbor és la taxa d'interès de referència a Europa per a transaccions interbancàries entre els bancs de la zona euro. Concretament, és la taxa d'interès que, a uns terminis determinats (una setmana i des d'un mes, fins a un any), estan disposats a prestar fons a altres bancs els 57 grans bancs de la Federació Bancària Europea i l'Associació Internacional de Canvistes, que elaboren l'euríbor, que són: 47 bancs de la zona euro més 4 bancs d'altres països comunitaris (no pertanyents a la zona euro) i 6 bancs internacionals. Es determina pels següents terminis: 1 setmana, 2 setmanes, 3 setmanes, 1 mes, 2, 3, 4, 5, 6, 7, 8, 9, 10, 11 i 12 mesos (1 any).
L'euríbor «a 12 mesos» ha substituït les taxes d'interès estatals (com ara el líbor britànic, el píbor a França o el Mibor a Espanya) com a tipus de referència per a la majoria dels nous préstecs hipotecaris.

## Procés de càlcul
Es càlcula i publica el valor de l'euríbor tots els dies feiners, d'acord amb el següent procés: 
1. Diàriament se sol·licita a cada banc de referència que enviï els seus tipus d'interès actuals no més tard de les 10:45 h. Per això, Reuters genera en el seu sistema una pàgina privada que solament pot visitar el banc i el personal encarregat del càlcul. De 10.45 h a 11.00 h. (CET) els bancs tenen oportunitat de corregir les seves contribucions si fos necessari.
2. A les 11:00 h. Reuters calcula el nou valor del euríbor, per a la qual cosa elimina el 15% més alt i el 15% més baix dels tipus d'interès recol·lectats i obté la mitjana aritmètica de la resta de valors. El resultat s'arrodoneix al nombre de 3 decimals més pròxim al valor del terme mitjà.
3. Després del càlcul, Reuters publica instantàniament el tipus de referència euríbor en les pàgines 248-249 del seu sistema Telerate, que estan disponibles per a tots els seus subscriptors i agències d'informació. Al mateix temps es publiquen els tipus d'interès emprats en el càlcul, amb la finalitat de conservar la transparència del procés.

## Evolució històrica

L'euríbor "a 12 mesos", "a 3 mesos", "a 1 setmana" des de 1998 a 2011

L'evolució de l'euríbor és molt seguida per tractar-se de la taxa oficial de referència més utilitzat per a préstecs a Europa des de l'1 de gener del 2000, incloses la major part de les hipoteques amb tipus variables. Abans del 2000 s'utilitzava com a referència oficial els tipus interbancaris equivalents per als mercats en moneda local, com ara el Pibor de París, el Fibor de Frankfurt, o el MIBOR de Madrid.
El valor de l'euríbor a 12 mesos va patir un important descens al llarg de l'any 2002, prenent valors baixos durant els tres anys següents en comparació amb anys anteriors fins al 2005. En l'últim trimestre del 2005 el seu valor va començar una escalada constant que al llarg de 2006 va tornar a valors similars als presos abans d'aquesta baixada. El 6 de juny de 2008 va tenir una de les pujades més espectaculars al pujar tres dècimes des del valor del dia anterior i assolir el valor de 5.417%. El màxim assolit en l'euribor a un any va ser el dia 2 d'octubre del 2008, quan va aquesta taxa de préstec interbancària va arribar al 5,526%. Aquest màxim només havia estat superat, en retroporjecció històrica, el desembre de l'any 1994, quan hauria arribat a assolir teòricament valors superiors al 6,6%. Al llarg del 2009 l'Euríbor va començar a baixar progressivament a conseqüència del descens dels tipus d'interès del Banc Central Europeu, arribant a el seu rècord històric mínim de l'1,211% el dia 30 de març de 2010, tancant aquell any a l'1,526%. El 2011 va tornar a pujar degut a la crisi del deute sobirà europeu tancant l'any al 2,004%, el doble que la taxa oficial del diner a la zona euro que el governador del BCE situà novament en el seu mínim històric de l'1% intentant mitigar les tensions que la crisi del deute havia provocat en el sistema financer europeu. Els estímuls monetaris del BCE no es traslladaren a l'euríbor per la desconfiança entre les entitats financeres europees, de manera que si durant el desembre del 2011 la taxa oficial es va reduir un 0,50%, la taxa interbancària euríbor només ho va fer en un 0,10%, una distorsió causada bàsicament per l'anormal funcionament del mercat interbancari de préstecs.